# Bandeira dos Estados Federados da Micronésia
A Bandeira dos Estados Federados da Micronésia foi adotada em 10 de novembro de 1979. O campo azul representa o Oceano Pacífico, enquanto as quatro estrelas brancas representam os quatro grupos de ilhas que formam a federação: Chuuk, Pohnpei, Kosrae e Yap.

## História
Um desenho similar com seis estrelas foi usado a partir de 1965 para a Bandeira do Protetorado das Ilhas do Pacífico, as estrelas adicionais representavam Palau, as Ilhas Marshall e as Marianas do Norte, que também participavam da federação. As ilhas Kosrae faziam parte de Pohnpei, portanto eram representadas por apenas uma estrela.

A Bandeira do Protetorado das Ilhas do Pacífico foi usada de 1965 até 1978
A Bandeira das Nações Unidas foi usada de 1947 até 1965
A Bandeira dos Estados Unidos foi usada de 1944 até 1986

### Bandeiras componentes dos Estados Federados da Micronésia

Bandeira de Chuuk
Bandeira de Kosrae
Bandeira de Pohnpei
Bandeira de Yap